# Chlorodrepanis stejnegeri
El amakihi de Kauai (Chlorodrepanis stejnegeri) es una especie de ave paseriforme de la familia Fringillidae endémica de la isla de Kauai, en Hawái.

## Descripción y estado de conservación
Ambos sexos tienen el plumaje amarillo verdoso con el lorum negro y un gran pico curvado hacia abajo en forma de guadaña. El pico es más largo que el de las otras tres especies de amakihia, y ocasionalmente puede confundirse con un nukupuʻu de Kauai, el cual se piensa que está extinto. Al igual que otros fingílidos de Oceanía, el amakihi de Kauai se encuentra amenazado por pérdida de hábitat, las especies invasoras y la malaria aviar, aunque no ha sido tan afectada como otras especies de la zona.